# Standardní čínština

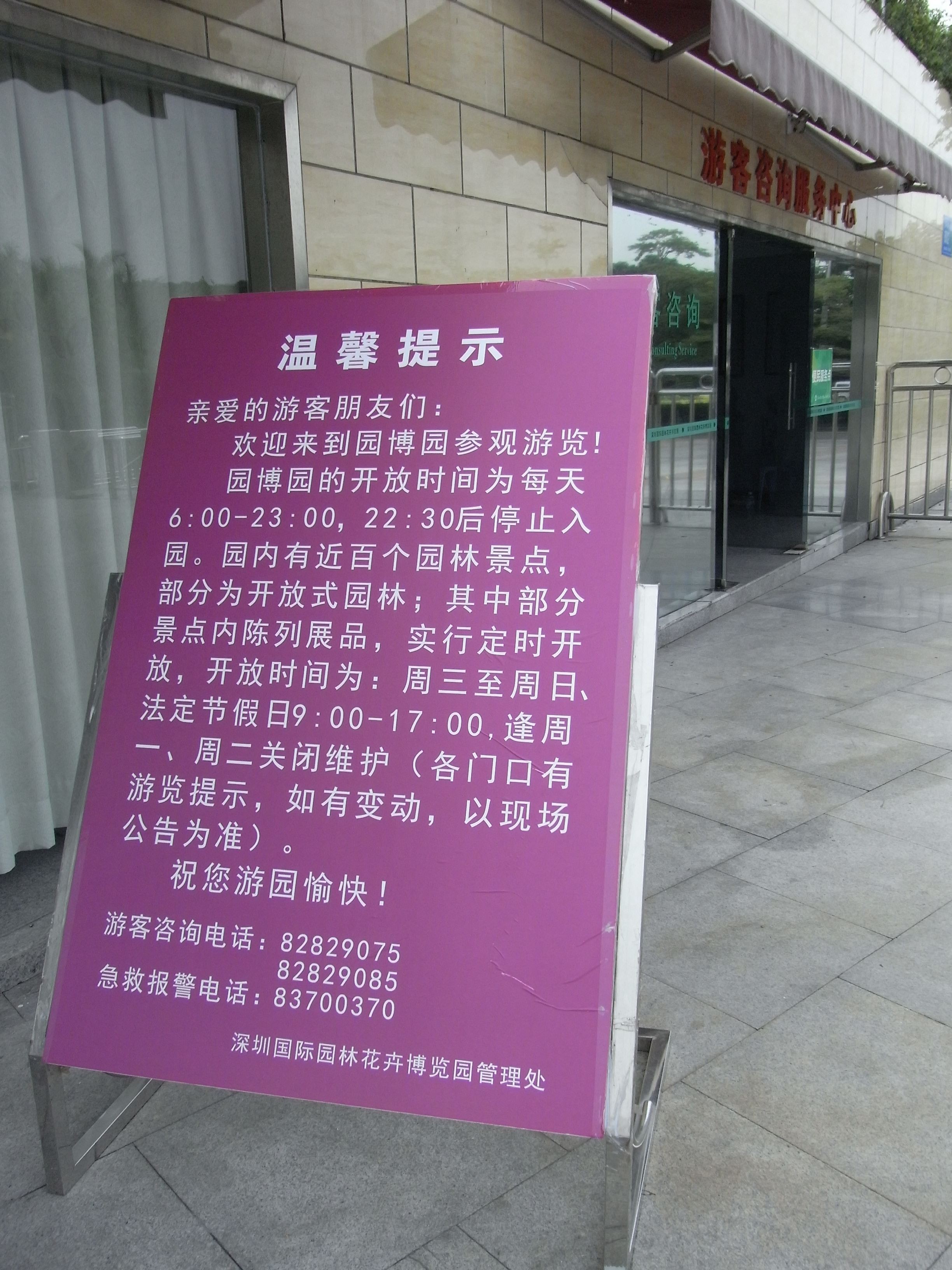
Čínské písmo na pouliční tabuli

Standardní čínština je standardizovaný jazyk používaný jako úřední jazyk v Čínské lidové republice a v Čínské republice na Tchaj-wanu. Mandarínština nebo též mandarínská čínština je nesprávný název (anglicismus) pro standardní čínštinu. Opakem mandarin bývala v angličtině chinese neboli kantonština. Zapisuje se pomocí čínských znaků.
Výraz čínština může v nejširším významu podle kontextu označovat celou skupinu příbuzných jazyků nebo dialektů, kterými se mluví na území Číny. Pokud se myslí v současné době nejrozšířenější dorozumívací řeč na území Číny (a pokud je čínština použita bez přívlastků, tedy ne např. kantonská čínština), myslí se čínštinou zpravidla současná standardní čínština.
V Čínské lidové republice se úřednímu jazyku oficiálně říká pǔtōnghuà (ZZ 普通话, TZ 普通話, český přepis pchu-tchung-chua), což doslova znamená „obecně srozumitelný jazyk“. Na Tchaj-wanu se úřednímu jazyku říká guóyǔ (TZ 國語, ZZ 国语, český přepis kuo-jü), což doslova znamená „národní jazyk“. V Malajsii a Singapuru se pro úřední standard používá výraz huáyǔ (TZ 華語, ZZ 华语, český přepis chua-jü), doslova „čínský jazyk“.
Mezi jednotlivými standardy existují nepatrné rozdíly ať už ve čtení některých znaků nebo v slovní zásobě. Kromě toho se guóyǔ zapisuje pomocí tradičních (nezjednodušených) znaků, kdežto pǔtōnghuà pomocí zjednodušených znaků nebo pomocí čínské hláskové abecedy.
Původní význam slova mandarínština byl jazyk používaný státními hodnostáři (mandaríny) k dorozumívání se mezi sebou na úřadech za dynastií Ming a Čching, tj. doslova úřední řeč (čínsky 官话, pinyin guānhuà, český přepis kuan-chua). Sám výraz mandarín pochází z portugalštiny a vznikl nedorozuměním. Portugalci si všimli, že na mnoha místech v Asii se státním úředníkům říká sanskrtským slovem mantri, a domnívali se, že tento výraz nějak souvisí s portugalským slovesem mandar (rozkazovat). Z mantri byl mandarín, a ten se ujal v mnoha evropských jazycích právě jako označení čínského císařského úředníka – šlechtice.